# Max Fischer (Fußballspieler, 1927)
Max Fischer (* 11. Februar 1927 in Karlsruhe) ist ein ehemaliger deutscher Fußballspieler, der von 1947 bis 1956 für den VfB Mühlburg beziehungsweise nach der 1952 erfolgten Fusion mit Phönix für den Karlsruher SC 243 Spiele in der Fußball-Oberliga Süd absolviert und dabei acht Tore erzielt hat. Mit dem KSC gewann er 1955 den DFB-Pokal und stand 1956 im Endspiel um die deutsche Fußballmeisterschaft.

## Laufbahn

### Mühlburg, bis 1952
Unter Jugendleiter Fritz Herzer wuchsen im Karlsruher Stadtteilverein VfB Mühlburg mit Hugo Rastetter, Georg Seeburger, Oswald Traub und den nicht verwandten Namensvettern Eugen und Max Fischer herausragende Spieler auf, die nach dem Zweiten Weltkrieg die Fahne des Karlsruher Fußballs anstelle der „Altmeister“ von 1909 und 1910, Phönix Karlsruhe und Karlsruher FV, in der neuen Fußball-Oberliga Süd hochhalten konnten. Der ehemalige Gauligist wurde in Nordbaden in die zweitklassige Landesliga Süd eingereiht und errang dort 1946/47 überlegen mit 54:6 Punkten und dem Torverhältnis von 138:15 die Meisterschaft vor dem 1. FC Pforzheim, VfR Pforzheim und dem Lokalrivalen ASV Durlach. In den Aufstiegsspielen gegen den Meister der Nordstaffel, den ASV Feudenheim aus Mannheim, setzte sich Mühlburg mit einem 1:0 und 4:2-Erfolg durch und stieg in die Fußball-Oberliga Süd auf. Da trotz der 1946 eigens auf 20 Vereine aufgestockten Liga auch in der zweiten Spielzeit Phönix und der KFV die beiden letzten Plätze in der höchsten Spielklasse belegten und ins Amateurlager abstiegen, vertrat der VfB Mühlburg ab der Runde 1947/48 alleine den Karlsruher Fußball in der Oberliga.
Am ersten Spieltag der Oberligarunde 1947/48, am 7. September 1947, gastierten die Stuttgarter Kickers im wieder neu erstellten Stadion an der Honsellstraße. Friedel Moser übte das Amt des Spielausschussvorsitzenden aus, Robert Kraft trainierte den VfB und Max Fischer, Georg Seeburger und Hugo Rastetter bildeten den Innensturm von Mühlburg. Die Kickers belegten am Rundenende mit 113 Toren den dritten Rang und waren mit Edmund Conen, Helmut Jahn (Torhüter), Kurt Lauxmann, Siegfried Kronenbitter, Helmut Schmeißer, Reinhard Schaletzki, Albert Sing und Günter Sosna individuell sehr gut aufgestellt. Die „Blauen“ setzten sich gegen den Aufsteiger mit 3:0 Toren durch. Beim 3:1-Heimsieg gegen den 1. FC Nürnberg am siebten Spieltag stürmte Max Fischer auf Rechtsaußen. Toni Turek stand im Tor von Ulm 1846, Richard Herrmann brillierte im FSV-Angriff, Ernst Lehner stürmte für Viktoria Aschaffenburg, die Janda-Brüder Albert und Ludwig standen sich in den Duellen Mühlburg gegen 1860 München gegenüber und Fritz Balogh war die herausragende Spielerpersönlichkeit beim VfL Neckarau. Am 37. Spieltag, den 13. Juni 1948, trug Mühlburg ein vorentscheidendes Spiel um den Klassenerhalt gegen die SpVgg Fürth aus. Max Fischer bildete dabei mit Oswald Traub die rechte Angriffsseite der Mühlburger. Den Halbzeitstand von 1:2 Toren verwandelte „Ossi“ Traub in der 89. Spielminute in einen 3:2-Sieg und die Karlsruher konnten sich mit dem 14. Rang den Klassenerhalt sichern. Als in der Runde 1949/50 der siebte Rang erreicht wurde, bildeten die Außenläufer Max und Eugen Fischer zusammen mit dem aus Frankfurt gekommenen Stopper Heinrich Gärtner die VfB-Läuferreihe.
Mit Trainer Hans Tauchert und den Neuzugängen Horst Buhtz und Heinz Trenkel spielte sich Mühlburg in der Runde 1950/51 an die Tabellenspitze in der Oberliga Süd. Nach der Hinrunde standen Max Fischer und seine Mannschaftskameraden mit 24:10 Punkten an der Tabellenspitze vor dem FSV Frankfurt, VfB Stuttgart und 1. FC Schweinfurt 05. Im Schlussklassement nahm Mühlburg mit 44:24 Punkten hinter dem Meister 1. FC Nürnberg (47:21) und Vize SpVgg Fürth mit 45:23 Punkten den dritten Rang ein. Max Fischer hatte 32 von 34 Ligaspielen auf den verschiedensten Positionen absolviert. Vom rechten Verteidiger, über Außenläufer, Halbstürmer und Mittelstürmer war er in dieser erfolgreichen Runde für den VfB zum Einsatz gekommen. Der „Club“ entschied am 27. März 1951 das vorentscheidende Spiel in Mühlburg vor 33.000 Zuschauern mit 4:3 Toren für sich. In der letzten Runde des eigenständigen VfB Mühlburg, 1951/52, kam mit Rudi Fischer der dritte „Fischer“ nach Karlsruhe, dazu noch Edmund Adamkiewicz und Bernd Oles. Max erzielte in 28 Einsätzen drei Tore, Rudi etablierte sich sofort als Stammtorhüter und für Eugen Fischer nahte mit nur noch drei Oberligaspielen das Laufbahnende. Mit dem neunten Rang endete die Runde und durch die Fusion mit dem FC Phönix ab dem 16. Oktober 1952 zum Karlsruher SC auch die eigenständige Geschichte des VfB Mühlburg.

### Karlsruher SC, 1952 bis 1956
Im Fusionsverein übernahm Max Fischer 1952/53 die Rolle des Abwehrchefs, er spielte Mittelläufer. Die Spiele fanden weiterhin im Stadion an der Honsellstraße statt, der Ausbau des Wildparkstadions konnte von der Stadt Karlsruhe erst im Sommer 1955 abgeschlossen werden. Mit Heinz Beck fand ein weiterer Spieler des FV Daxlanden (Lothar Bechtel, Herbert Dannenmeier) den Weg nach Mühlburg und mit Kurt Sommerlatt brachte der FC Phönix ein sportlich wertvolles Pfand in die Fusion ein. Der KSC belegte auf Anhieb den vierten Rang und Max Fischer gehörte zum festen Bestandteil der Stammbesetzung. Überwiegend bildete er zusammen mit den Außenläufern Sommerlatt und Dannenmeier die KSC-Läuferreihe. Es folgten zwei fünfte Plätze in den Jahren 1954 und 1955. Gekrönt wurde das Spieljahr 1955 aber durch den Erfolg im DFB-Pokal. Der KSC setzte sich gegen den FSV Frankfurt, 1. FC Nürnberg, VfB Stuttgart und nach zwei Spielen im Halbfinale gegen Altona 93 durch. Gegen den FC aus Hamburg-Altona hatte es die KSC-Defensive insbesondere mit deren Offensivkräften Werner Erb, Dieter Seeler und Heinz Spundflasche zu tun gehabt. Im Finale am 21. Mai 1955 in Braunschweig setzten sich die Karlsruher mit 3:2 Toren gegen den FC Schalke 04 durch. Max Fischer spielte rechter Verteidiger, Siegfried Geesmann der Neuzugang vom SV Sodingen, hatte die Mittelläuferrolle übernommen. Es war die endgültig letzte Spielzeit auf dem traditionsreichen Platz an der Honsellstraße, ab der Runde 1955/56 war das ausgebaute Wildparkstadion die Heimat des Karlsruher SC. Endgültig Abschied vom Stadion in Mühlburg wurde mit einem internationalen Freundschaftsspiel am 25. Juni 1955 gegen Inter Mailand genommen.
In seiner vierten Oberligarunde mit dem KSC, 1955/56, bildete Max Fischer zusammen mit Walter Baureis das Verteidigerpaar der Badener. Sie gewannen mit drei Punkten Vorsprung vor dem VfB Stuttgart die süddeutsche Meisterschaft. In 25 Spielen war der Mühlburger in der Oberliga aufgelaufen. In den Endrundenspielen um die deutsche Meisterschaft 1956 bestritt er alle sechs Gruppenspiele gegen Schalke, Kaiserslautern und Hannover und zog mit dem KSC in das Finale ein. Dort hatte er es am 24. Juni in Berlin in erster Linie mit dem flinken Linksaußen von Borussia Dortmund, Helmut Kapitulski, zu tun. Die Dortmunder gewannen aber das Endspiel mit 4:2 Toren. Zuvor war Fischer noch im Halbfinalspiel des DFB-Pokal am 6. Mai 1956, beim 5:1-Auswärtserfolg gegen den FK Pirmasens aktiv gewesen. Beim zweiten Sieg im DFB-Pokal, am 5. August 1956 im heimischen Wildparkstadion gegen die junge Mannschaft des Hamburger SV, war Max Fischer nicht mehr dabei, er hatte im Sommer 1956 seine aktive Laufbahn beendet.